# Bróm-klórmetán
A bróm-klórmetán a metán vegyesen halogénezett származéka. Nagy sűrűségű, kis viszkozitású folyadék, törésmutatója 1,4808.
Az 1940-es években fedezték fel német tudósok, miközben azon dolgoztak, hogy a szén-tetrakloridnál hatékonyabb, kevésbé mérgező tűzoltóanyagot állítsanak elő. Ez különösen a repülőgépek és tankok esetén volt jelentős, mivel a szén-tetrakloridból a tűzbe jutva erősen mérgező melléktermékek keletkeznek. A bróm-klórmetán valamivel kevésbé mérgező, és az 1960-as évek végéig használták. Tűzoltó berendezésekben történő használatát hivatalosan 1969-ben tiltotta be az NFPA, mivel biztonságosabb és hatásosabb anyagokat fejlesztettek ki, ilyen volt például a halon 1211 és 1301. Ózonkárosító hatása miatt előállítását 2002. január 1-jétől betiltották.
Biológiailag az alkilhalogenáz enzim hidrolízissel lebonthatja:
CH2BrCl (l) + H2O (l) → CH2O (l) + Br2 (l) + Cl2 (g)

## Fordítás
Ez a szócikk részben vagy egészben a Bromochloromethane című angol Wikipédia-szócikk ezen változatának fordításán alapul.  Az eredeti cikk szerkesztőit annak laptörténete sorolja fel. Ez a jelzés csupán a megfogalmazás eredetét és a szerzői jogokat jelzi, nem szolgál a cikkben szereplő információk forrásmegjelöléseként.

### Külső hivatkozások
- International Chemical Safety Card 0392
- NIOSH Pocket Guide to Chemical Hazards 0123
- MSDS at Oxford University
- MSDS at Oxford University (deuterated bromochloromethane)
- Notice with Respect to n-Propyl Bromide and Bromochloromethane
- Chemical fact sheet
- Data sheet at arbemarle.com